# Anthus chloris
El bisbita pechigualdo (Anthus chloris) es una especie de ave paseriforme de la familia Motacillidae endémica del sudeste de África.

## Distribución y hábitat
Se encuentra únicamente en el este de Sudáfrica y Lesoto. Su hábitat natural son las praderas de montaña y herbazales y también se encuentra en los campos de cultivo. Se encuentra amenazado con la pérdida de hábitat.